# Marko Ruždjak
Marko Ruždjak, hrvaški skladatelj, pedagog in akademik, * 9. junij 1946, Zagreb, † 23. februar 2012, Zagreb.
Ruždjak je bil profesor na Glasbeni akademiji v Zagrebu in član Hrvaške akademije znanosti in umetnosti.

## Zunanje pvoezave
- Profil na hazu.hr

1. ↑  Brozović D., Ladan T. Hrvatska enciklopedija — LZMK, 1999. — 9272 p.